# Hochhaus Kirchdorf
Das Hochhaus Kirchdorf ist ein 1955 im Auftrag von Hans Liebherr erbautes 52 Meter hohes Hochhaus mit 16 Stockwerken für Mitarbeiter der Firma Liebherr. Es befindet sich gegenüber dem Firmengelände der Liebherr-Hydraulikbagger GmbH in Kirchdorf an der Iller in Oberschwaben.

## Bau und Lage

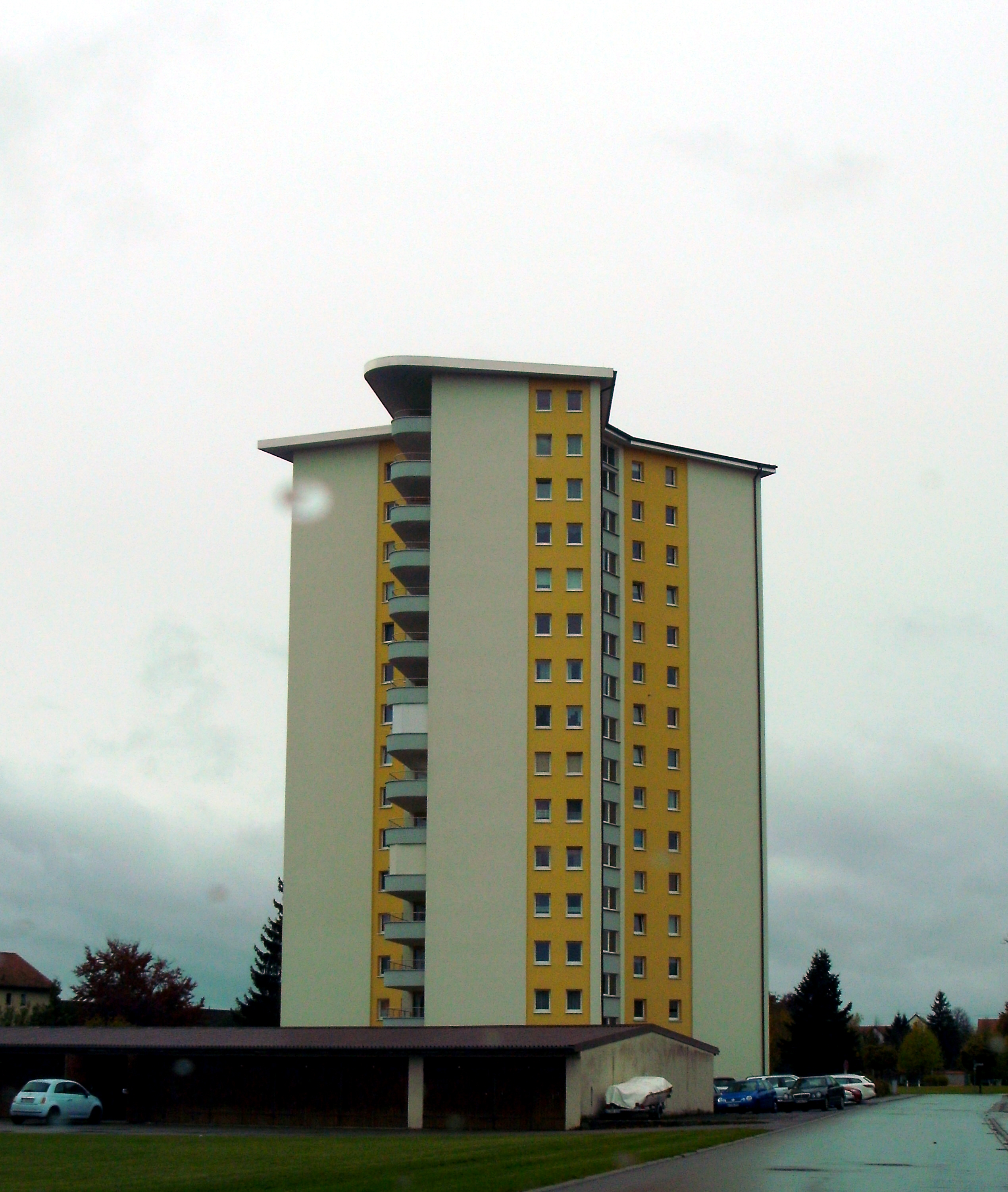
Hochhaus in Kirchdorf

Das Hochhaus gilt im Ort als Zeichen des wirtschaftlichen Aufschwunges des Ortes nach dem Zweiten Weltkrieg, der mit dem Namen Liebherr und der Erfindung des Turmdrehkranes verbunden ist. Es ist nach der Renovierung Anfang des dritten Jahrtausends das Wahrzeichen der Gemeinde.
Das Hochhaus befindet sich nahe der Liebherrstraße an der Einmündung der Heimstraße, in die nach dem Hochhaus benannte Hochhausstraße gegenüber dem Bürgerpark Kirchdorf. Es ist mit seinen 16 Stockwerken das höchste Gebäude der Gemeinde und war das höchste Gebäude im Landkreis Biberach zu seiner Bauzeit. Es ist das einzige Hochhaus in einer dörflichen Gemeinde im Landkreis Biberach. Die Fassade des Hochhauses ist in gelb-weißer Farbe angestrichen.